# Drymaplaneta semivitta
Drymaplaneta semivitta (лат.) — вид тараканообразных из семейства Blattidae, обитающий в Австралии и завезенный в Новую Зеландию. В Новой Зеландии он известен как таракан Гисборна, в честь города Гисборн, где он был впервые обнаружен в стране. Также утверждается, что он впервые появился в Тауранге в 1954 году, вероятно, прибыв с брёвнами.

## Внешний вид и строение
Один из самых крупных тараканов, длина тела 20-45 мм и ширина 12-15 мм. Тело блестящее, окрас темно-коричневый с характерными коричневыми или белыми полупрозрачными полосами вдоль каждой стороны тела. В отличие от многих тараканов, у него нет рудиментарных крыльев.
У самцов третий и четвертый верхнечелюстные щупики увеличены, задние голени уплощены и расширены.

## Среда обитания и рацион
Часто встречается в древесных материалах, таких как древесина или щепа коры. Питается органическими веществами, но обычно не заражает пищу. В холодную погоду его можно найти в полостях крыш и пустых пространствах между стенами. Обычно считается безвредным насекомым.

## Биология
Hex-2-enal присутствует в защитных секретах D. semivitta. Это химическое вещество также встречается у некоторых других видов Drymaplaneta.

## Места обитания
Drymaplaneta semivitta чаще всего встречается в Мельбурне, Сиднее и на всем Северном острове Новой Зеландии, а также в Нельсоне и Бленхейме, хотя он был найден и на юге, вплоть до Тимару.